# Kædebrev
Et kædebrev er et brev man modtager med en opfordring til at sende det videre, som regel til flere end et menneske, dermed opnås en eksplosiv effekt i udbredelsen. Brevet udbredes i løbet af kort tid til mange mennesker.
Med e-mail kan kædebreve blive en hurtig måde at nå hele verden rundt.
Kædebreve er ofte onde, meningsløse og/eller overflødige, idet modtageren ofte trues eller med løfter opfordres til at sende breve med penge eller lignende videre til andre personer. Kædebreve med indsamling for øje er en slags pyramidespil, og udsendelse af sådanne breve er ulovligt i Danmark.
28. april 1945 kunne Kalundborg Folkeblad på forsiden melde - mellem beskrivelser af anden verdenskrigs afsluttende kampe - at "tre Kædebrevsforretninger afsløret. Vagtværnet  i København har nu afsløret hele tre Kædebrevsforretninger. Statsadvokaten vil nu prøve paa at bremse op for disse Forretninger." Her kan det have været tale om kædebreve med opfordring til at danne militære grupper. 
Et lignende fænomen inden for bagværk er hermankage, der ofte kaldes venskabskagen, fordi surdejen forberedes over 10 dage, og derefter deles og kan videregives til andre, mens noget af den bliver bagt.